# San Fernando (Apure)
San Fernando is een gemeente in Venezuela. De gemeente telt 178.500 inwoners. Het is de hoofdstad van de staat Apure.
De stad (San Fernando de Apure) werd op 28 februari 1788 gesticht door kapucijnen die hier een missiepost openden om de oorspronkelijke inwoners te kerstenen. Het is de zetel van het rooms-katholieke bisdom San Fernando de Apure. 
San Fernando ligt aan de oever van de rivier Apure en heeft een rivierhaven voor kleinere vaartuigen die de Apure en de Orinoco afvaren. De autoweg naar Maracay stopt aan de andere oever van de Apure. De stad ligt maar op 60 meter hoogte en tijdens het regenseizoen zijn er regelmatig overstromingen. San Fernando is een administratief en financieel centrum.
De gemeente is met een ster vertegenwoordigd in de vlag van Apure.